# Josep Font i Cabanes
Josep Font i Cabanes fou un manresà membre de la Unió Socialista de Catalunya i director del diari El Dia. Després de la guerra civil fou condemnat a 12 anys i un dia de presó per auxilio a la rebelión.